# 李杰 (1955年)
李杰（1955年7月—），男，汉族，河北邢台人，中国共产党党员。第十三届全国人民代表大会湖北省代表。现任宜昌人福药业董事长。

## 生平
2018年，李杰被选为湖北省出席第十三届全国人民代表大会代表。